# Pescatoria lehmannii
Pescatoria lehmannii là một loài thực vật có hoa trong họ Lan. Loài này được Rchb.f. miêu tả khoa học đầu tiên năm 1879.

## Hình ảnh

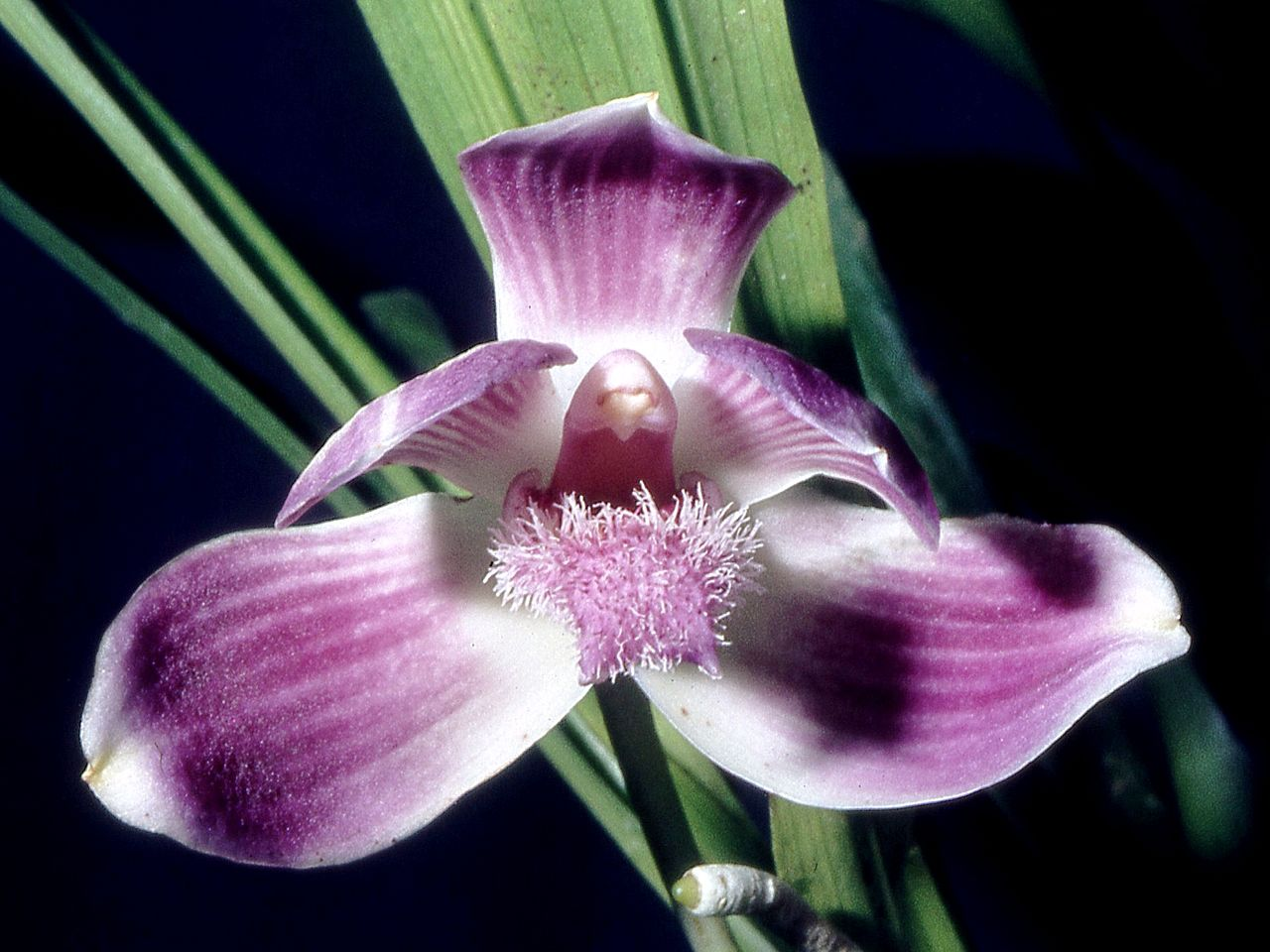